# Cryosophila bartlettii
Cryosophila bartlettii là loài thực vật có hoa thuộc họ Arecaceae. Loài này được R.J.Evans mô tả khoa học đầu tiên năm 1995.